# Argyropeza izekiana
Argyropeza izekiana is een slakkensoort uit de familie van de Cerithiidae. De wetenschappelijke naam van de soort is voor het eerst geldig gepubliceerd in 1949 door Kuroda.